# Hugo Nys
Hugo Nys (født 16. februar 1991 i Évian-les-Bains, Frankrig) er en professionel tennisspiller fra Monaco, som indtil 2019 repræsenterede sit fødeland, Frankrig.